# Soudan, Loire-Atlantique

Soudan este o comună în departamentul Loire-Atlantique, Franța. În 2009 avea o populație de 2,026 de locuitori.